# Pfarrwitwenhaus Groß Zicker

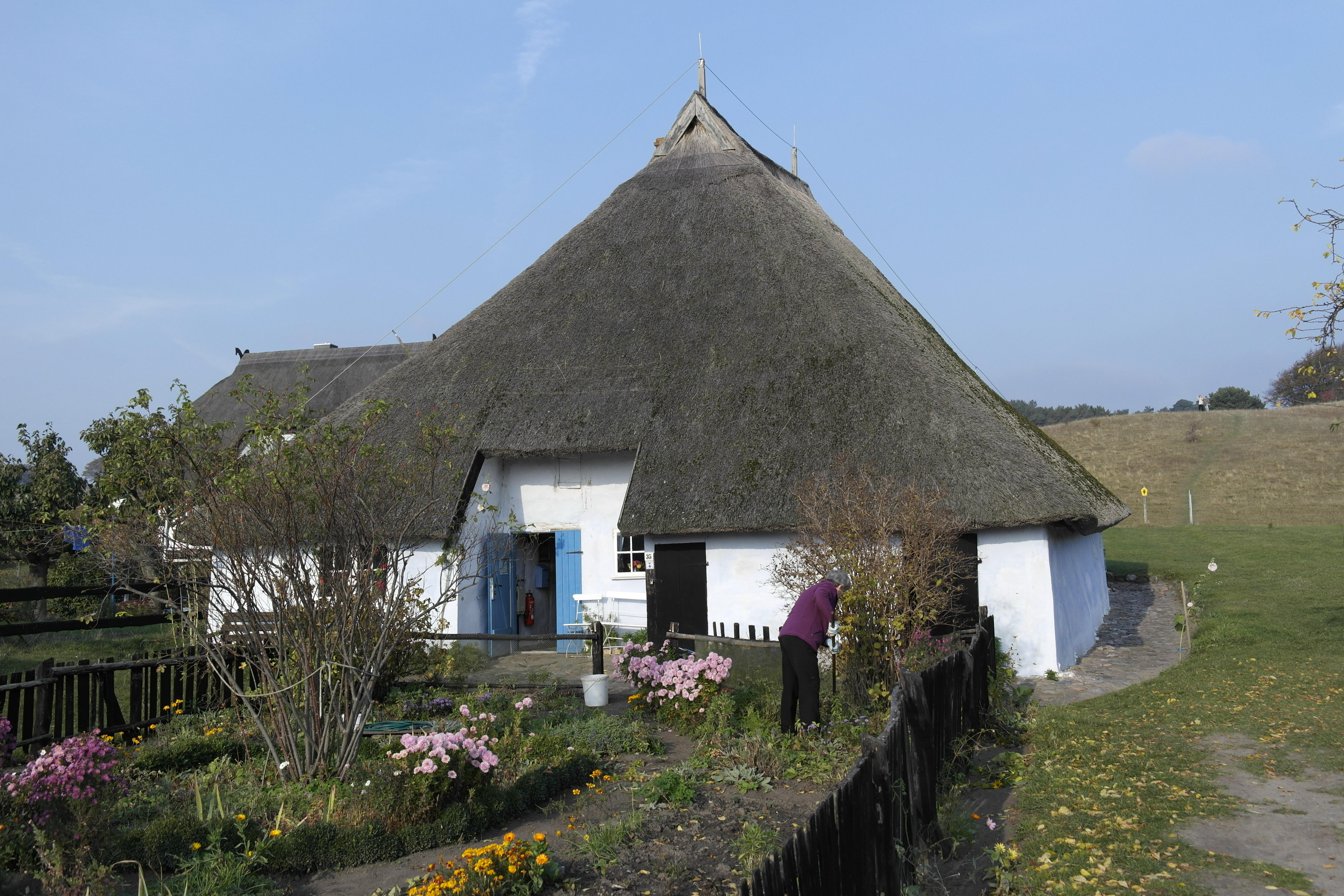
Pfarrwitwenhaus in Groß Zicker

Das Pfarrwitwenhaus Groß Zicker ist ein denkmalgeschütztes Wohnhaus in Groß Zicker, einem zur Gemeinde Mönchgut gehörenden Dorf im Südosten der Insel Rügen. Es wurde 1719/20 gebaut und ist damit eines der ältesten Wohnhäuser Rügens.

## Geschichte
1718 verstarb der Pfarrer von Groß Zicker, Johannes Cadow. Nach der damals üblichen Praxis der Konservierung von Pfarrwitwen hätte eigentlich ein lediger Pfarrer als Nachfolger eingesetzt werden müssen, der die Witwe des Vorgängers heiraten sollte, um deren Versorgung zu sichern. Im Zuge des Großen Nordischen Krieges war zu dieser Zeit Rügen aber von Dänemark besetzt, und der dänische König Friedrich IV. lehnte diese Vorgehensweise ab. Es wurde ein verheirateter Pfarrer eingesetzt und der Bau eines Wohnhauses zur Versorgung der Pfarrwitwen angeordnet.
Bis 1810 wurde das Haus von Pfarrwitwen bewohnt. Ab 1811 diente es als Schulgebäude und Wohnung für den Lehrer, bis das Dorf 1830 ein eigenes Schulgebäude bekam. Seitdem war das Haus bis 1984 vermietet. Die Familie Radvan bewohnte von 1850 bis 1984 das Haus über vier Generationen.
In den Jahren 1986 bis 1988 fand eine Renovierung statt. Heute ist das Haus nach wie vor in Kirchenbesitz und wird als Museum und für Kunstausstellungen genutzt.

## Bauform
Das Pfarrwitwenhaus ist ein niederdeutsches Hallenhaus, genauer gesagt ein Zweiständerhaus, mit Rohrdach (ursprünglich mit Strohdach).